# San Fernando, Pantelhó
San Fernando är en ort i Mexiko.   Den ligger i kommunen Pantelhó och delstaten Chiapas, i den sydöstra delen av landet, 800 km öster om huvudstaden Mexico City. San Fernando ligger 986 meter över havet och antalet invånare är 240.
Terrängen runt San Fernando är varierad. Runt San Fernando är det ganska tätbefolkat, med 62 invånare per kvadratkilometer. Närmaste större samhälle är Pantelhó, 3,6 km väster om San Fernando. I omgivningarna runt San Fernando växer i huvudsak städsegrön lövskog.